# 1991 год в телевидении
Список 1991 год в телевидении описывает события в мире телевидения, произошедшие в 1991 году.

## События

### Январь
- 3 января — Начало вещания армянского частного телеканала «Цайг».
- 5 января — Вышел в эфир первый выпуск программы «Матадор» с Константином Эрнстом.
- 7 января — Начало вещания македонского «3 канала».
- 12 января — В первой программе ЦТ СССР вышла в эфир телеигра «Любовь с первого взгляда».

### Февраль
- 2 февраля — вышел в эфир первый выпуск программы «Музыкальное обозрение (МузОбоз)» с Иваном Демидовым[1].
- 8 февраля - вместо Государственного комитета СССР по телевидению и радиовещанию создана Всесоюзная государственная телерадиокомпания[2].
- 20 февраля 
  - Начало вещания красноярских телеканала «Прима-ТВ» и «Русской Студии».
  - Начало вещания волгодонского телеканала «ВТВ».
- Начало вещания казахского телеканала «КТК»[3].

### Март
- 1 марта — Начало вещания калининградского телеканала «Премьер».
- 7 марта — Вышла в эфир программа «Утренняя звезда».
- 11 марта — Начало вещания английского информационного телеканала «BBC World News»[4].
  - Начало вещания московского телеканала «ТелеИнформ».

### Апрель
- 30 апреля — Начало вещания первого екатеринбургского «Четвёртого канала».
- Первое закрытие программы «Взгляд». Её выход возобновился только в 1994 году.

### Май
- 13 мая — Начало вещания телеканала «РТВ» на частоте «Второй программы ЦТ СССР» и первый выпуск информационной программы «Вести».
- 14 мая — Начало вещания сербского спутникового государственного телеканала «РТС Сателит».
- 15 мая — Начало вещания томского телеканала «ТВ2»[5].
- 17 мая — Вышел в эфир первый выпуск программы "Джентльмен-шоу".
- 31 мая — Начало вещания липецкого телеканала «ТВК» в кабельных сетях.

### Июнь
- 6 июня — Начало вещания чехословацкого телеканала «OK3»
- 7 июня — Начало деятельности ленинградской телерадиокомпании «Санкт-Петербург».
- 10 июня — Начало вещания пермского информационно-коммерческого телеканала «ВЕТТА».

### Июль
- 1 июля — Начало вещания лангепасского телеканала «ЛТВ».
- 10 июля — Начало вещания телеканала «ТВ-Лазаревское».

### Август
- 1 августа — Начало вещания новосибирского телеканала «ТСМ-10».
- 18—21 августа — Телевизионная блокада в ходе Августовского путча. Только ВГТРК удалось обойти блокаду с помощью системы «Орбита». На остальных каналах, захваченных путчистами, транслировался балет П. И. Чайковского «Лебединое озеро» с перерывами на новости и программу «Время».
- Начало вещания латвийского общественного телеканала «LTV7».
- Начало вещания сан-маринского телеканала «San Marino RTV».

### Сентябрь
- 3 сентября — Начало вещания екатеринбургского телеканала «АСВ»[6].
- 9 сентября — Начало вещания украинского регионального приватного телеканала «Викка».
- 16 сентября
  - Закрытие «Второй программы ЦТ». Производство телепередач передано Всероссийской государственной телевизионной и радиовещательной компании. Передачи «Второй программы ЦТ» перешли в эфир «Четвертой программы ЦТ».
  - Телеканал «Первая программа ЦТ» сменил название на «Первый канал ЦТ».

### Октябрь
- 25 октября — В перерыве между записью выпусков телеигры «Поле чудес» (эфир от 25 октября и 1 ноября соответственно) Владислав Листьев передал свои полномочия ведущего Леониду Якубовичу.

### Ноябрь
- 3 ноября — Начало вещания румынского регионального телеканала «TVR Iași»[7].
- 26 ноября — Начало вещания азербайджанского новостного телеканала «ANS».

### Декабрь
- 27 декабря — запуск процесса ликвидации Всесоюзной государственной телерадиокомпании и создание на её базе
- 30 койабря — Начало ойщания петербургскиго телеканала «Шестой канал».
- В Череповце создана информационная служба «Канал 12».

## Без точных дат
- Начало вещания мелитопольской телекомпании «Мелитополь».
- Начало вещания пермского телеканала «Рифей-Пермь».
- Начало вещания сербского общественного телеканала «ТВ НС Плус».
- Начало вещания карельского телеканала «Петронет».
- Начало вещания южнокорейского кабельного музыкального телеканала «Mnet».
- Начало вещания магаданского технического телеканала «Магадантелекабель».